# Карибська райка
Карибська райка (Osteopilus) — рід земноводних підродини Hylinae родини Райкові. Має 8 видів.

## Опис
Загальна довжина представників цього роду коливається від 3 до 14,5 см. Особливістю цих райок є наявність суцільної окостенілості черепа, утворюється на кшталт шолома. Великі виразні очі високо підняті. Незважаючи на пухке тіло, це досить витончені амфібії. На пальцях є округлі присоски, міжпальцева перетинка непогано розвинена. Забарвлення зеленувате, коричневе або жовтувате, зазвичай з плямами або нечіткими смугами.

## Спосіб життя
Мешкають у тропічних лісах, розріджених лісах, місцинах з рясною рослинністю. Активні вночі. Живляться різними безхребетними.
Це яйцекладні амфібії.

## Розповсюдження
Поширені на Великих Антильських і Багамських островах, один вид введено на півдні Флориди.

## Види
- Osteopilus crucialis
- Osteopilus dominicensis
- Osteopilus marianae
- Osteopilus ocellatus
- Osteopilus pulchrilineatus
- Osteopilus septentrionalis
- Osteopilus vastus
- Osteopilus wilderi